# Thomas Whiffen
Entre los años 1908 y 1909 Whiffen recorrió el Putumayo y estableció contacto con algunas tribus indígenas que no habían sido enfrentadas por la modernidad. En 1915 la editorial londinense Contable and Company publicó su libro Northwest Amazon: notes of some months spent along cannibal tribes, el cual servía de recuento de sus viajes por Brasil y Colombia, concretamente por la región comprendida entre los ríos Issa (o Ica) y Apaporis, en la región del Putumayo. Este estudio se enfoca en las culturas indígenas de esa zona, primordialmente las culturas Boro y Witoto. 
El autor describe modo de vida de estas tribus, incluyendo la descripción de sus hogares, su formas de agricultura, cocina, la fabricación de armas, sus modos de vestir. Así mismo, ha resultado ser de gran importancia para la etnobotánica y el estudio de la medicina tradicional, pues describe el uso de plantas nativas para curar y sanar. El libro también recoge canciones, gran parte del vocabulario y describe bailes, ceremonias, costumbres espirituales y mágicas. 
La práctica del canibalismo también es abordada en este libro. Se sugieren varios tipos de explicaciones; desde el punto de vista cultural expone la venganza o la materialziación de una displicencia hacia el enemigo. También se exponen razones de supervivencia como la necesidad de consumir cualquier tipo de proteína en un entorno selvático. Por último trae a colación algunas razones rituales, como lo es el deseo de adquirir algunas características del muerto que se consume. 
Antes de la aparición de su libro Northwest Amazon, Whiffen fue llamado a rendir declaratoria ante el Parlamento inglés, el cual investigaba los abusos cometidos por los caucheros como Julio César Arana del Águila. A Whiffen se le acusó de aprovecharse del apoyo recibido por parte de los caucheros para desprestigiar a los indígenas y no denunciar los abusos de los colonizadores.
El explorador al perecer mintió en sus relatos sobre las comunidades que habitaban el alto Putumayo puesto a que los relatos de jugar con los cráneos de sus víctimas y los "locos festivales de salvajismo" no eran propios de los huitosos, sino de los caucheros blancos que, entre otras cosas, habían cooperado con Whiffen y facilitado su viaje.
Según menciona el gran explorador y antropólogo Wade Davis, Thomas Whiffen es uno de aquellos investidgadores que sirviendo a los intereses coloniales de las grandes potencias de la época, se da a la tarea de trazar un registro de la saga racial, iniciada un siglo atrás con la creación de postulados basados en  clasificación propuesta por Linnaeus a final de s. XVII en su taxonomía, en la que afirmaba que todos los humanos pertenecían a la misma especie, Homo Sapiens, cubriendo los riesgos de su  hipótesis distinguiendo 5 subespecies, que identificó como afer(africanos), americanus (americanos nativos), asiaticus (asiáticos), europaeus (europeos) y por último a manera de comodín, un taxón, monstruosus, que incluia fundamentalmente a todos los demás, todos los pueblos tan extravagantes a ojos de los europeos que desafiaban una clasificación. (Davis,2009,p.21). Whiffen, describió la selva como "innatamente malévola"un enemigo terrible, con una diabólica disposición. El aire se siente pesado con la humareda de la vegetación caída que lentamentese pudre entre sus vapores. El indio gentil, pacífico y amoroso no es más que una ficción de las imaginaciones calenturientas. Los indios son innatamente crueles". Vivir un año entre ellos, escribió Whiffen, llevaba inevitablemente a sentirse "asqueado por su bestialidad". En una época en que literalmente miles de indios bora y huitoto estaban siendo esclavizados y masacrados, whiffen brindó consejos a los futuros viajeros, sugiriendo que las expediciones de exploración no incluyeran mas de 25 individuos. "Sobre este fundamento" escribió:habrá de verse que mientras mas reducida sea la cantidad de equipaje que se vargue, mayor será el número de rifles disponibles para la seguridad de la expedición".(Davis, 2009, p.22) 